# Kurt Tank
Kurt Waldemar Tank (Bromberg-Schwedenhöhe, 24 de fevereiro de 1898 — Munique, 5 de junho de 1983) foi um piloto de testes e engenheiro aeronáutico alemão.

Dirigiu o departamento de projetos da Focke-Wulf de 1931 a 1945. Projetou diversos aviões importantes da Segunda Guerra Mundial, incluindo o Focke-Wulf Fw 190. Antes de trabalhar para a Focke-Wulf,  Tank foi empregado da Albatros Flugzeugwerke, mas após sua falência em 1929, a maioria dos projetistas foram para a Focke-Wulf e alguns para a Arado Flugzeugwerke em 1931.

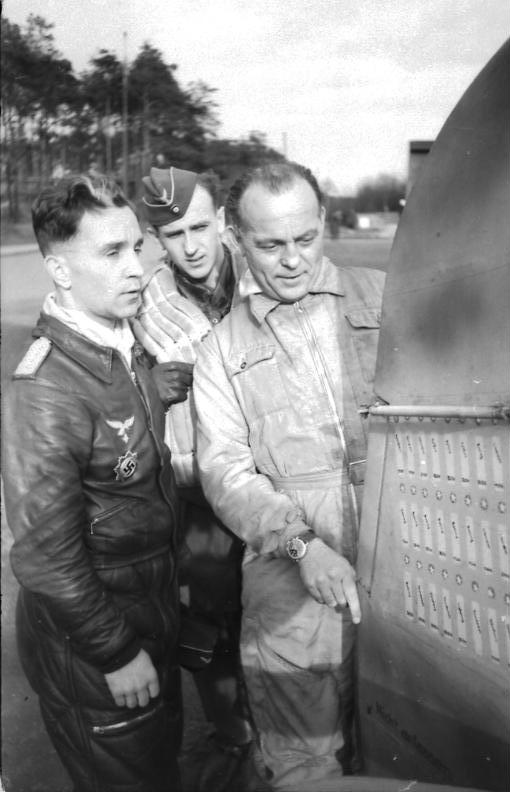
Major Günther Specht (a esquerda) e Kurt Tank (a direita).

Tank começou então o trabalho no projeto do Fw 44, primeiro projeto comercialmente bem sucedido de Focke Wulf, lançado em 1934. Isto conduziu ao crescimento da companhia com o país preparando-se para a guerra.

## Segunda Guerra Mundial
O Fw 190 Würger (pássaro-carniceiro), voou em 1939 e foi produzido de 1941 a 1945, era um caça-bombardeiro durante a Segunda Guerra Mundial, de único-assento da Luftwaffe. Este foi o avião mais conhecido projetado por ele e o mais fabricado (mais de 20 000 unidades).
Durante a guerra, seu trabalho foi plenamente reconhecido.
Em janeiro de 1943, foi nomeado professor honorário com uma cadeira na escola técnica em Braunschweig, em reconhecimento dos seus serviços para o desenvolvimento de voo. Ele foi nomeado Wehrwirtschaftsführer o regime nazista.
Em 1944, o Reichsluftfahrtministerium (Ministério Alemão do Ar) decidiu que as denominações dos dos novos caças deveriam incluir o nomes dos projetistas chefes. Por isso, os novos projetos de Tank receberam o prefixo Ta.

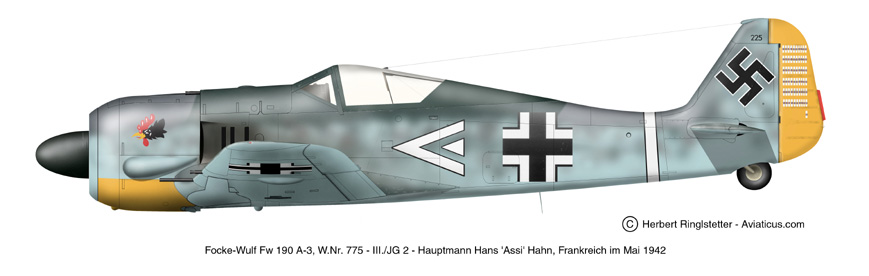
Fw 190 A-3

Seu mais notável trabalho nos últimos dias da guerra foi o desenho do Focke-Wulf Ta 152, aperfeiçoamento do Fw 190. As duas versões principais do Ta 152 foram a Ta 152 C, e do Ta 152 H.

## Pós guerra
No final da guerra, tal como muitos outros técnicos alemães, ele continuou sua vida profissional na América Latina.

### Argentina
O governo da Argentina ofereceu - lhe um emprego no Instituto Aerotécnico de Córdoba, sob o nome de Pedro Matthies. Mudou-se para lá com muitos de seus colegas de trabalho da Focke - Wulf , em 1947.

Um deles foi Ronald Richter, que pretendia desenvolver aviões com propulsão nuclear que seriam desenvolvidos no Projeto Huemul, que foi provado sér uma fraude. O Instituto Aerotécnico mais tarde  tornou-se a Fábrica Militar de Aviões. Lá, ele projetou o IAe Pulqui II baseado na concepção do Focke - Wulf Ta 183 que tinha sido desenvolvido na fase final da guerra. Apesar de promissor, devido à crise financeira da Argentina, o projeto foi cancelado em 1953.

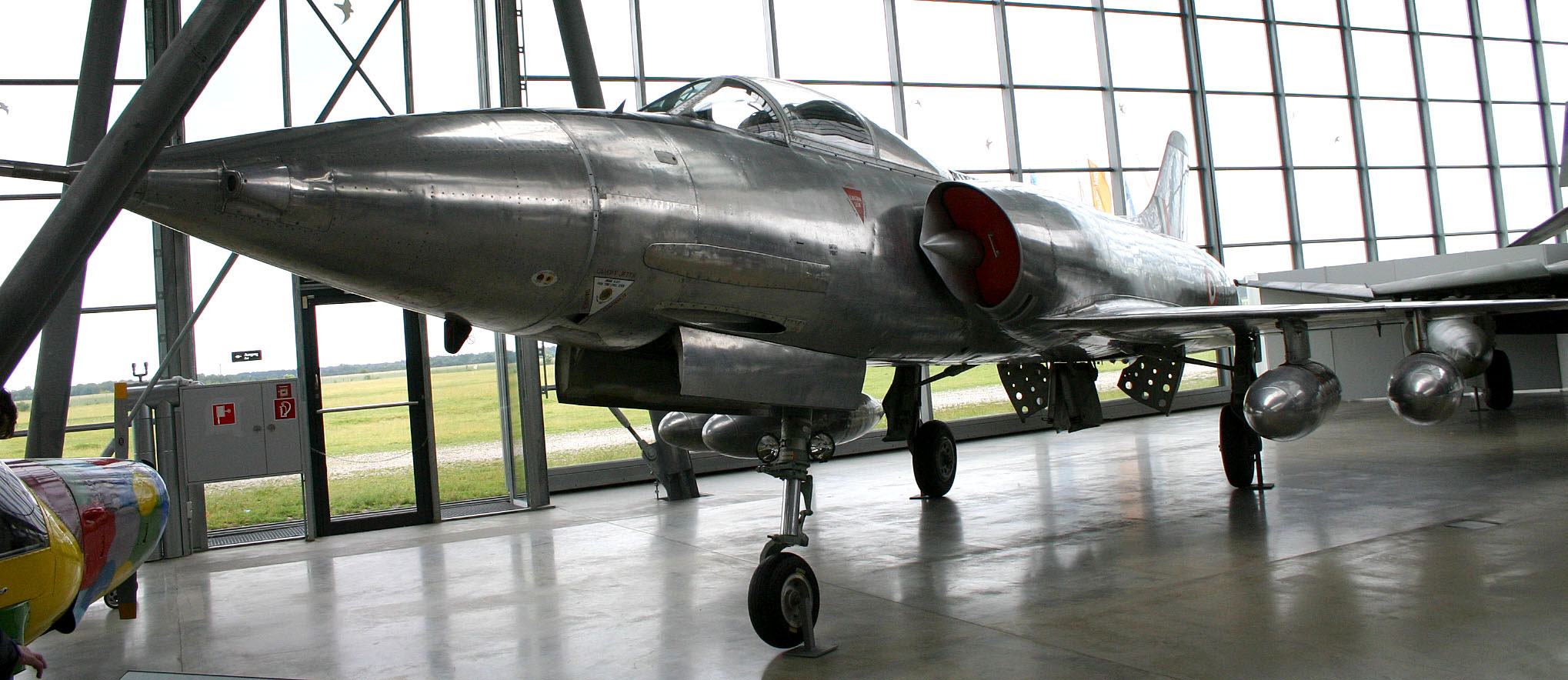
HAL HF-24 Marut

Quando o presidente Juan Perón foi deposto em 1955, a ex-equipe da Focke - Wulf se dispersou e muitos dirigiram-se para os Estados Unidos.

### Índia
Em 1956, Tank transferiu-se para a Índia com catorze membros de sua equipe. Lá ele concebeu, para Hindustan Aeronautics, o Hindustan Marut caça-bombardeiro, o primeiro avião militar fabricado na Índia. O primeiro protótipo voou em 1961; O Marut permaneceu serviço ativo até 1985.

### Egito
Depois de iniciada a produção do Marut, Tank mudou-se para o Egito onde auxiliou no desenvolvimento do Helwan HA-300. Esta aeronave acabou não sendo produzida em série pois o Egito aceitou a oferta da URSS para fabricar sob licença o MiG-21.

## Últimos dias
Charlotte, sua primeira esposa, faleceu na época em que ele trabalhava na Argentina e foi sepultada em Córdoba. Kurt Tank voltou a viver em Berlim durante os anos setenta, fixando-se na Alemanha pelo resto de sua vida. Faleceu em Munique em 5 de junho de 1983. De acordo com seus desejos foi cremado e suas cinzas foram espalhadas no Rio da Prata.